# Serrasalmus
Serrasalmus – rodzaj ryb z rodziny piraniowatych (Serrasalmidae), wcześniej klasyfikowanej jako podrodzina kąsaczowatych (Characidae).

## Zasięg występowania
Występują w Ameryce Południowej.

## Taksonomia
Systematyka rodzaju nie została jednoznacznie ustalona. W latach 70. XX wieku zaliczano do niego wszystkie piranie (od kilkunastu do 28 gatunków). Jacques Géry (1972 i 1976) podzielił je na 5 podrodzajów, ale badania molekularne nie potwierdziły monofiletyzmu tak zdefiniowanej grupy.

## Klasyfikacja
Gatunki zaliczane do tego rodzaju:
- Serrasalmus altispinis
- Serrasalmus altuvei
- Serrasalmus auriventris
- Serrasalmus brandtii
- Serrasalmus compressus
- Serrasalmus eigenmanni
- Serrasalmus elongatus
- Serrasalmus geryi
- Serrasalmus gibbus
- Serrasalmus gouldingi
- Serrasalmus hastatus
- Serrasalmus hollandi
- Serrasalmus humeralis
- Serrasalmus irritans
- Serrasalmus maculatus
- Serrasalmus manueli
- Serrasalmus marginatus
- Serrasalmus medinai
- Serrasalmus nalseni
- Serrasalmus neveriensis
- Serrasalmus nigricans
- Serrasalmus nigricauda
- Serrasalmus odyssei
- Serrasalmus rhombeus – pirania kropkowana[3]
- Serrasalmus sanchezi
- Serrasalmus serrulatus
- Serrasalmus spilopleura

Gatunkiem typowym jest Salmo rhombeus (=Serrasalmus rhombeus).

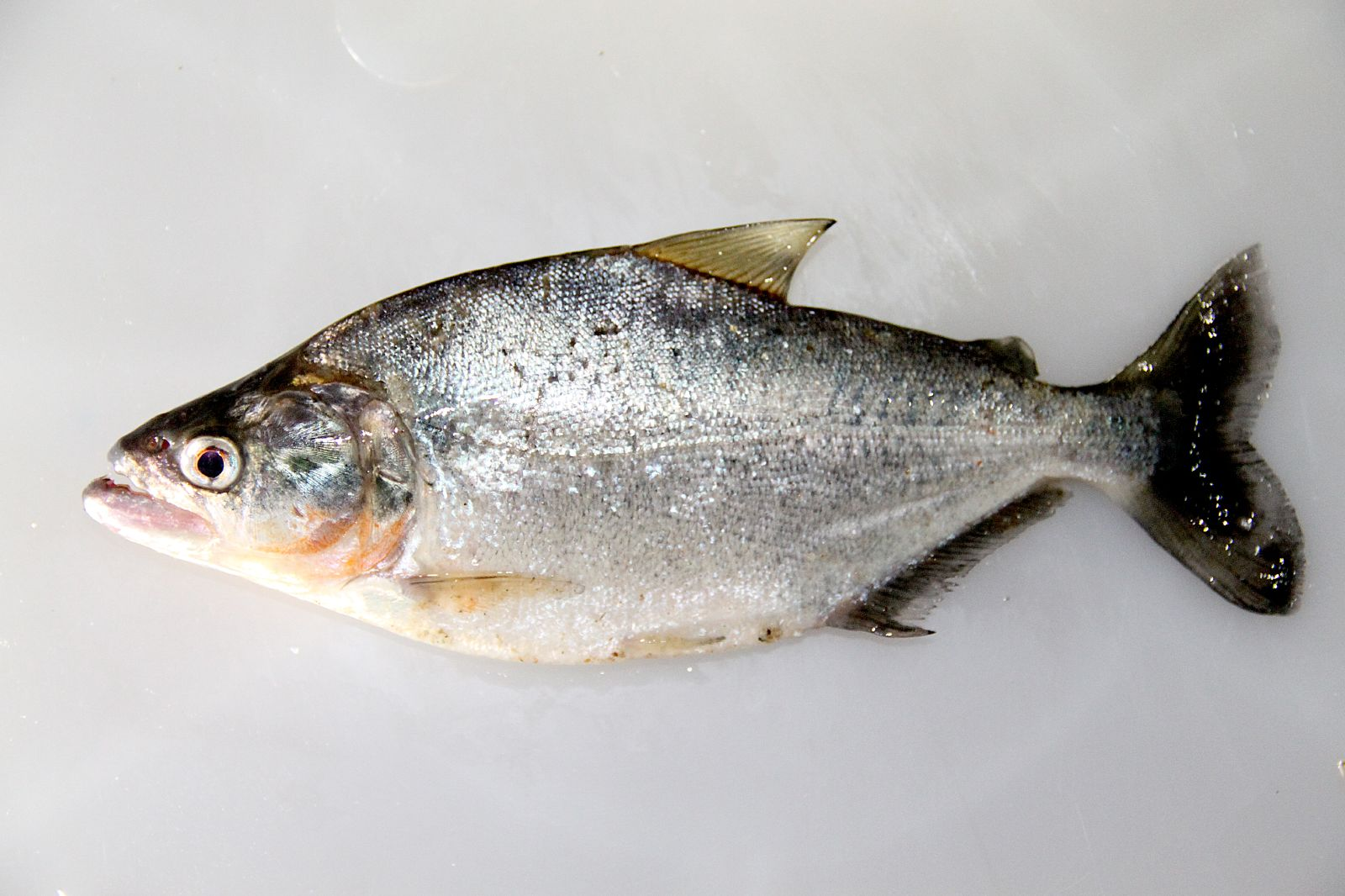
Serrasalmus elongatus
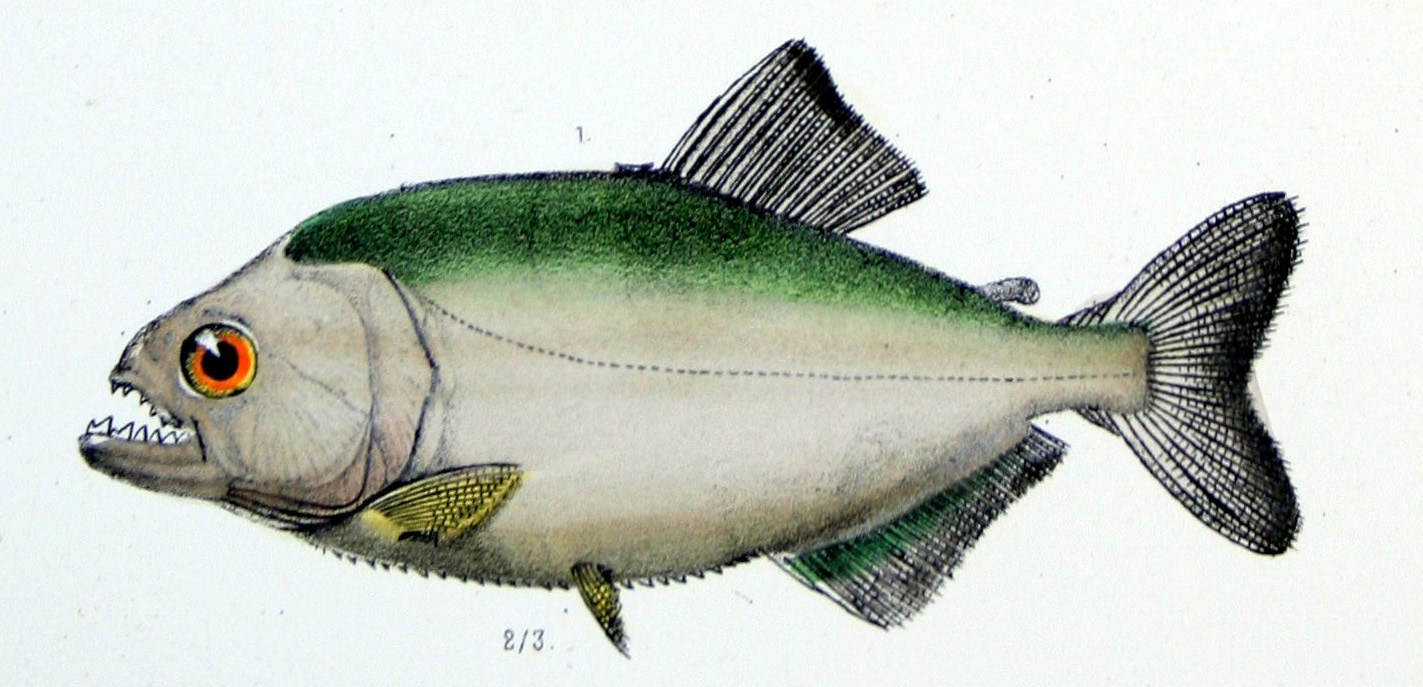
Serrasalmus gibbus
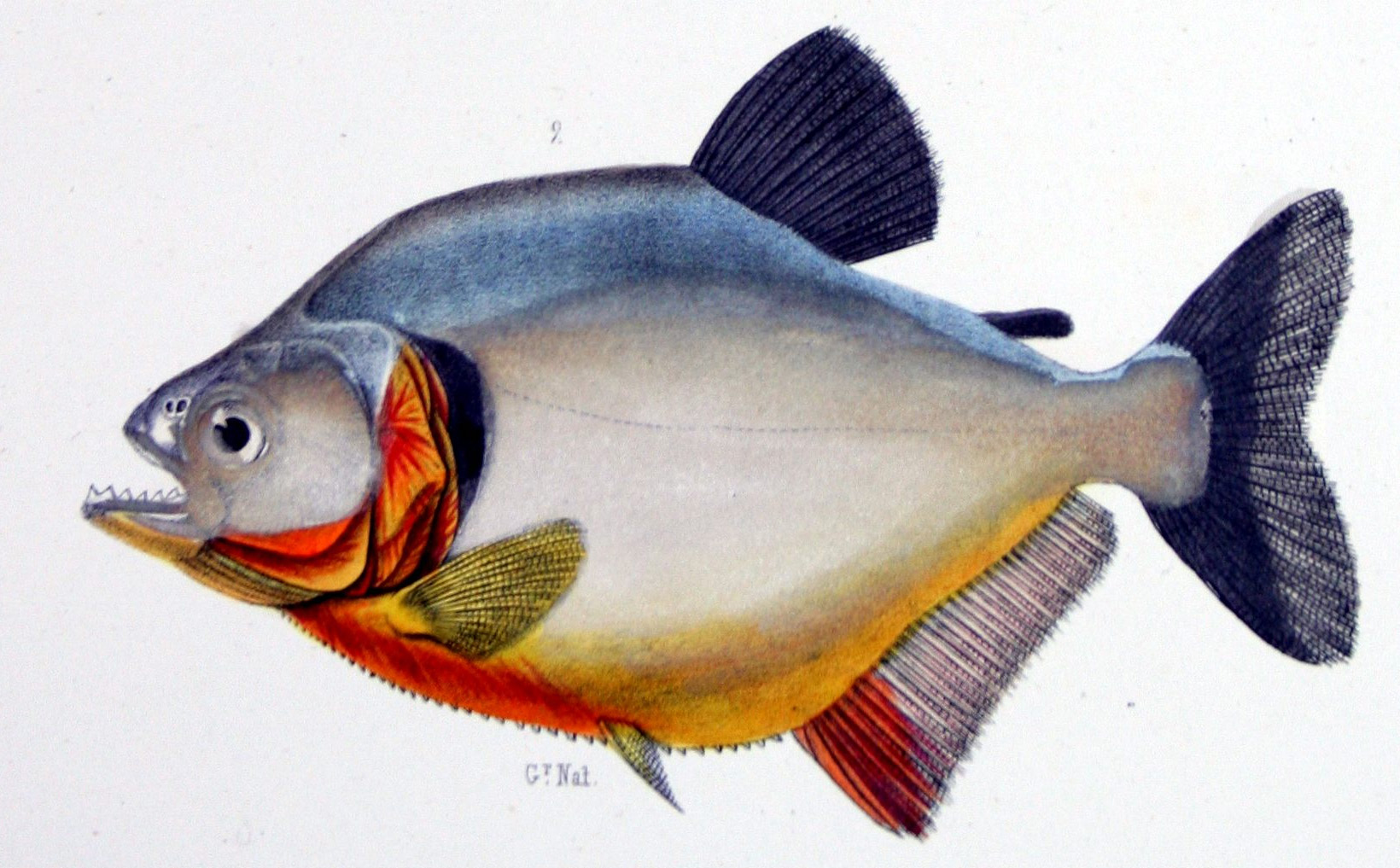
Serrasalmus humeralis
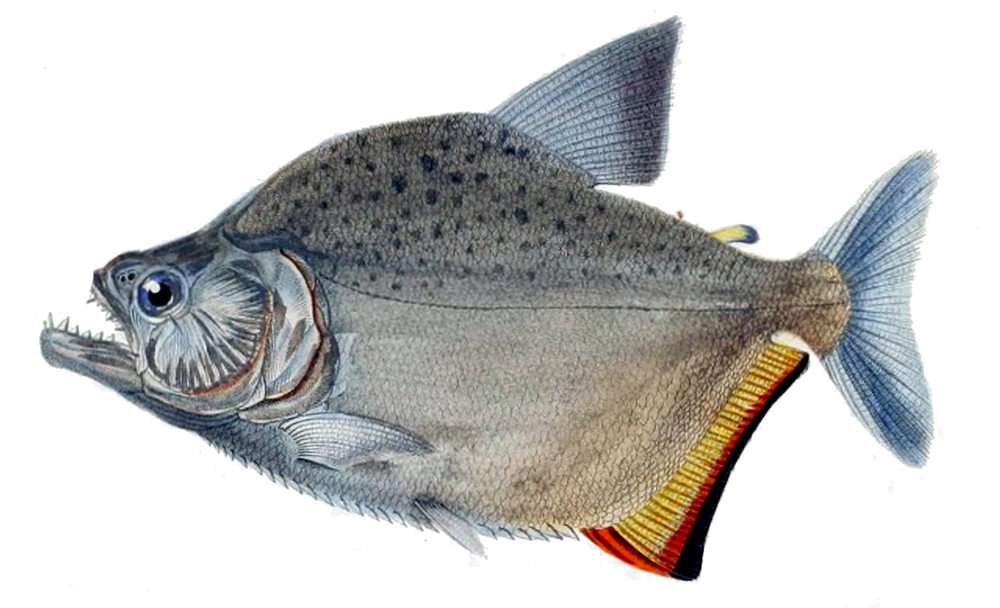
Serrasalmus marginatus
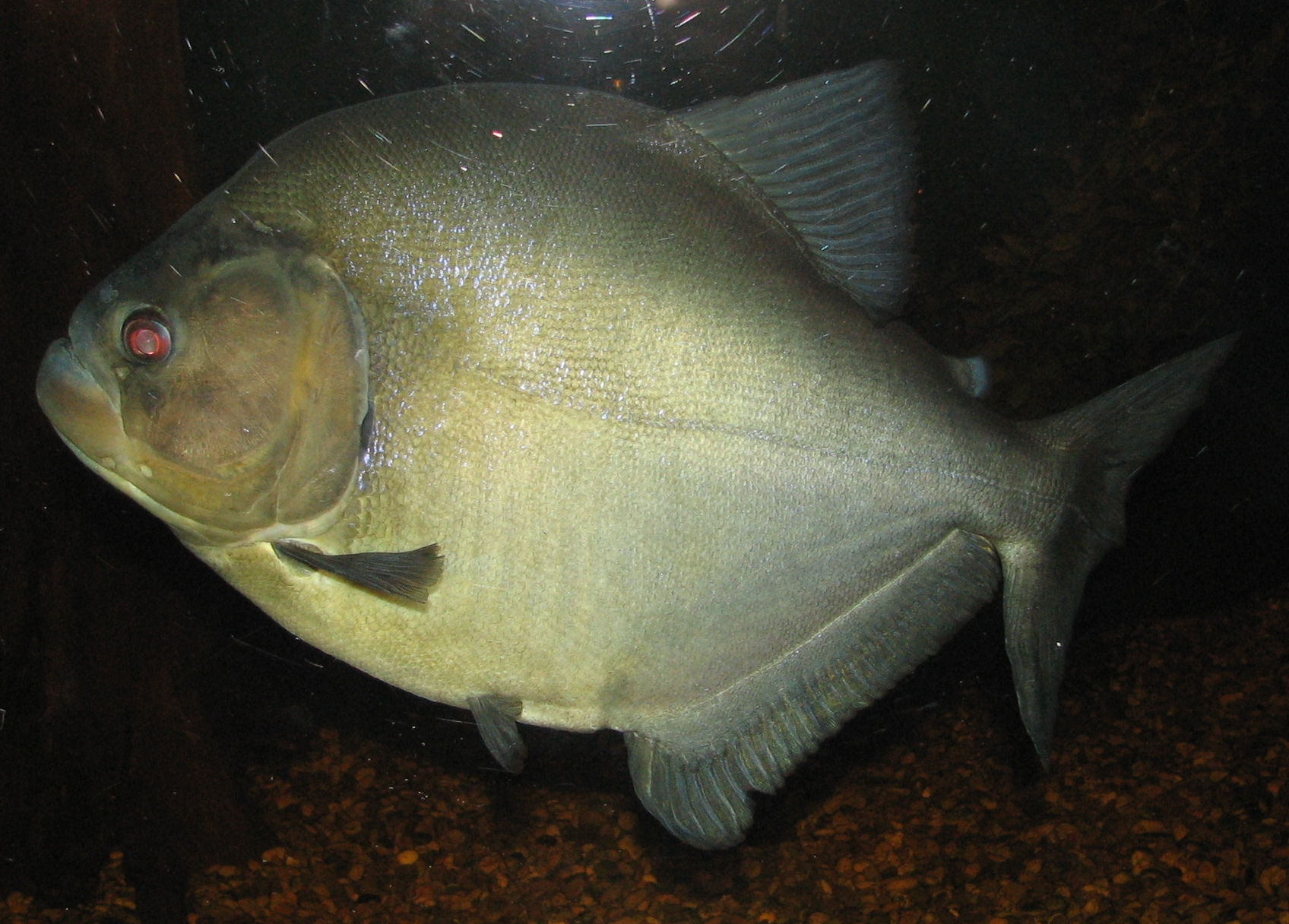
Serrasalmus rhombeus
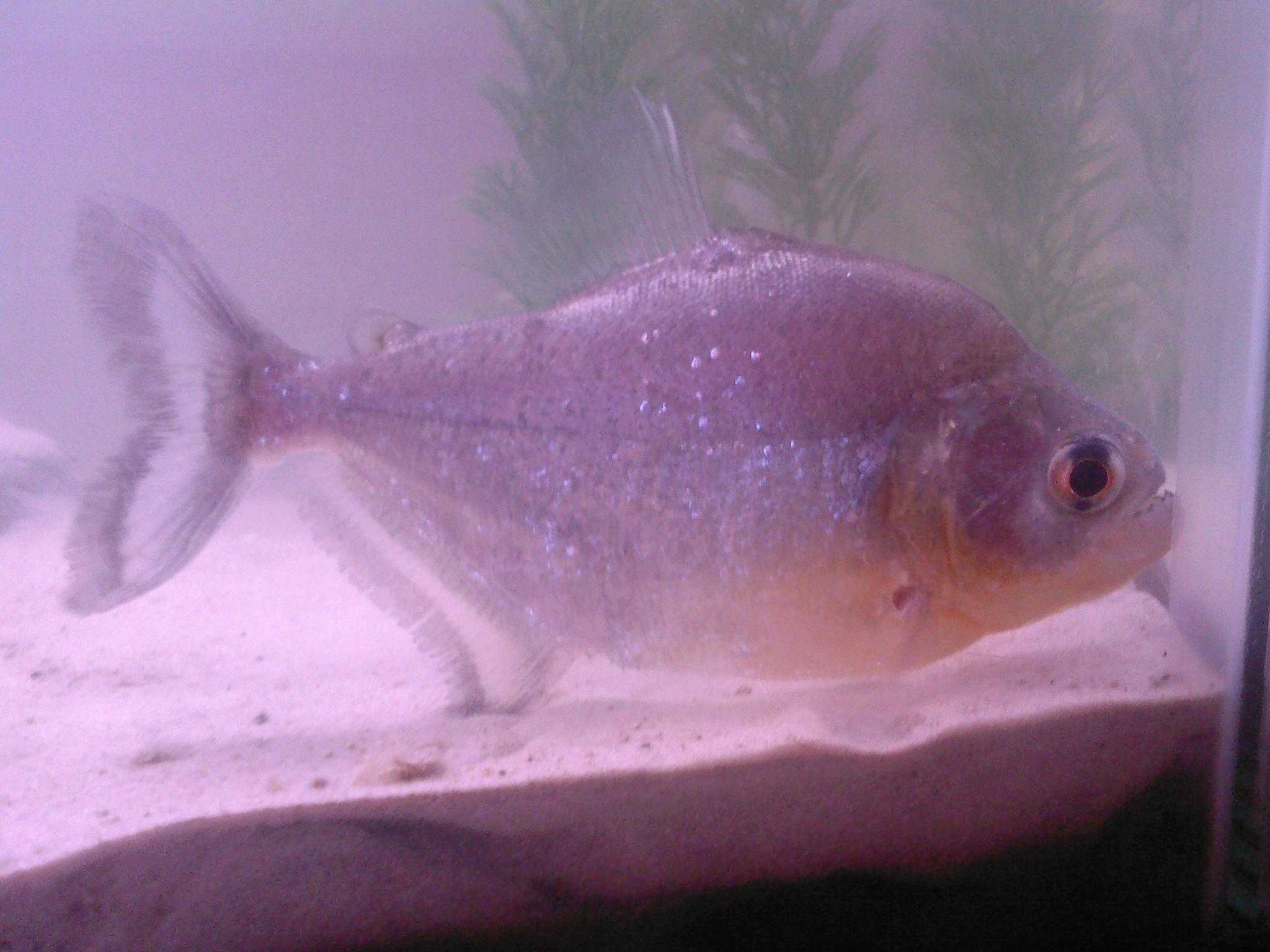
Serrasalmus sanchezi
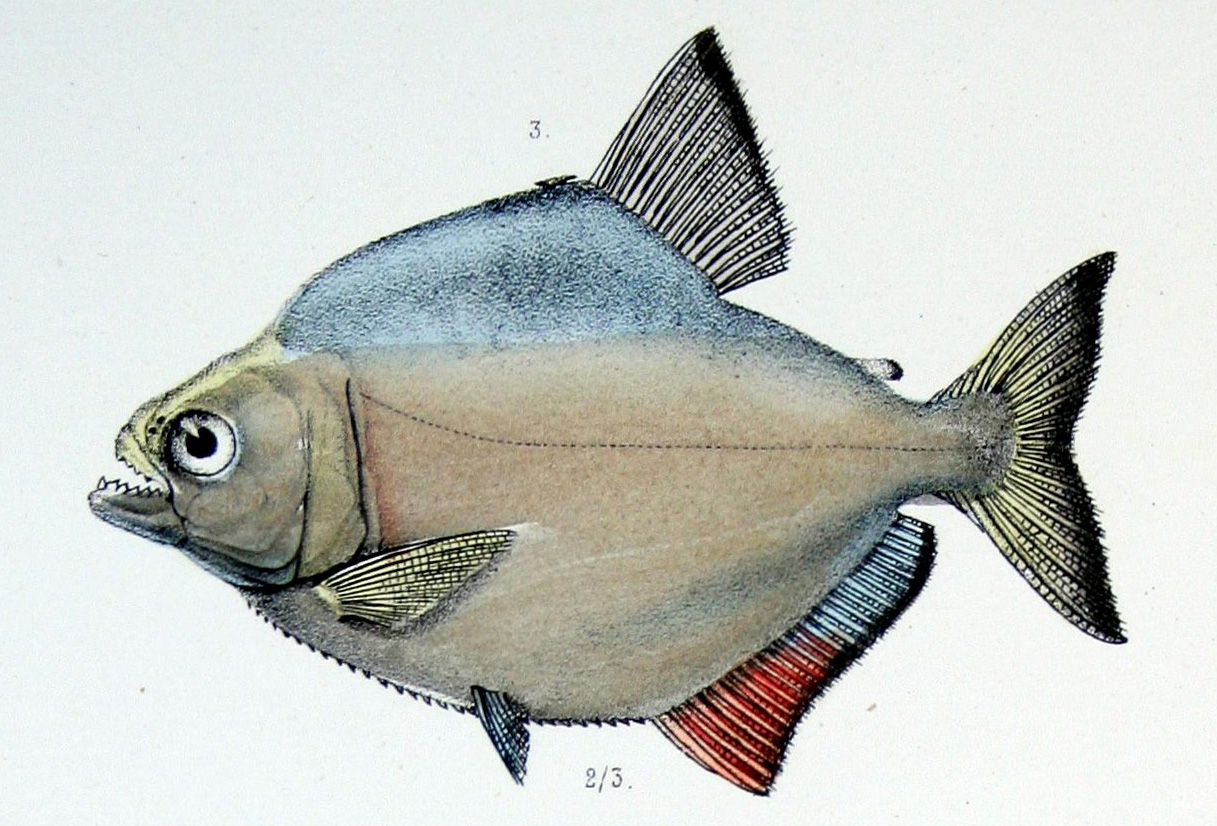
Serrasalmus serrulatus